# US Open (Badminton)
Die US Open sind im Badminton offene internationale Meisterschaften der USA im Badminton. Sie werden seit 1954 ausgetragen. Es ist die bedeutendste internationale Badmintonmeisterschaft der USA und nicht zu verwechseln mit dem US Grand Prix. Die Meisterschaften finden jährlich statt und werden zurzeit immer im Juli ausgetragen. Die nationalen Titelkämpfe von 1937 bis 1953 werden oft als Vorgänger der offenen Meisterschaften angesehen, da dort in vielen Jahren auch ausländische Sportler starten durften.

## Die Sieger
| Saison    | Herreneinzel                | Dameneinzel             | Herrendoppel                              | Damendoppel                         | Mixed                                        |
| --------- | --------------------------- | ----------------------- | ----------------------------------------- | ----------------------------------- | -------------------------------------------- |
| 1954      | Eddy Choong                 | Judy Devlin             | Ooi Teik Hock Ong Poh Lim                 | Judy Devlin Susan Devlin            | Joe Alston Lois Alston                       |
| 1955      | Joe Alston                  | Margaret Varner         | Joe Alston Wynn Rogers                    | Judy Devlin Susan Devlin            | Wynn Rogers Dorothy Hann                     |
| 1956      | Finn Kobberø                | Judy Devlin             | Finn Kobberø Jørgen Hammergaard Hansen    | Ethel Marshall Beatrice Massman     | Finn Kobberø Judy Devlin                     |
| 1957      | Finn Kobberø                | Judy Devlin             | Finn Kobberø Jørgen Hammergaard Hansen    | Judy Devlin Susan Devlin            | Finn Kobberø Judy Devlin                     |
| 1958      | Jim Poole                   | Judy Devlin             | Finn Kobberø Jørgen Hammergaard Hansen    | Judy Devlin Susan Devlin            | Finn Kobberø Judy Devlin                     |
| 1959      | Tan Joe Hok                 | Judy Devlin             | Teh Kew San Lim Say Hup                   | Judy Devlin Susan Devlin            | Michael Roche Judy Devlin                    |
| 1960      | Tan Joe Hok                 | Judy Devlin             | Finn Kobberø Charoen Wattanasin           | Judy Devlin Susan Devlin            | Finn Kobberø Margaret Varner                 |
| 1961      | Jim Poole                   | Judy Devlin             | Joe Alston Wynn Rogers                    | Judy Hashman Sue Peard              | Wynn Rogers Judy Hashman                     |
| 1962      | Ferry Sonneville            | Judy Devlin             | Joe Alston Wynn Rogers                    | Judy Hashman Patricia Stephens      | Wynn Rogers Judy Hashman                     |
| 1963      | Erland Kops                 | Judy Devlin             | Erland Kops Robert McCoig                 | Judy Hashman Sue Peard              | Sangob Rattanusorn Margaret Barrand          |
| 1964      | Channarong Ratanaseangsuang | Dorothy O’Neil          | Joe Alston Wynn Rogers                    | Tyna Barinaga Caroline Jensen       | Channarong Ratanaseangsuang Margaret Barrand |
| 1965      | Erland Kops                 | Judy Hashman            | Robert McCoig Tony Jordan                 | Margaret Barrand Jennifer Pritchard | Robert McCoig Margaret Barrand               |
| 1966      | Tan Aik Huang               | Judy Hashman            | Ng Boon Bee Tan Yee Khan                  | Judy Hashman Sue Peard              | Wayne Macdonnell Tyna Barinaga               |
| 1967      | Erland Kops                 | Judy Hashman            | Erland Kops Joe Alston                    | Judy Hashman Rosine Jones           | Jim Sydie Judy Hashman                       |
| 1968      | Channarong Ratanaseangsuang | Tyna Barinaga           | Jim Poole Don Paup                        | Tyna Barinaga Helen Tibbetts        | Larry Saben Carlene Starkey                  |
| 1969      | Rudy Hartono                | Minarni                 | Ng Boon Bee Punch Gunalan                 | Minarni Retno Koestijah             | Erland Kops Pernille Mølgaard Hansen         |
| 1970      | Junji Honma                 | Etsuko Takenaka         | Junji Honma Ippei Kojima                  | Etsuko Takenaka Machiko Aizawa      | Paul Whetnall Margaret Boxall                |
| 1971      | Muljadi                     | Noriko Takagi           | Ng Boon Bee Punch Gunalan                 | Noriko Takagi Hiroe Yuki            | Jim Poole Maryanne Breckell                  |
| 1972      | Sture Johnsson              | Eva Twedberg            | Derek Talbot Elliot Stuart                | Anne Berglund Pernille Kaagaard     | Flemming Delfs Pernille Kaagaard             |
| 1973      | Sture Johnsson              | Eva Twedberg            | Jim Poole Don Paup                        | Pam Brady Diane Hales               | Sture Johnsson Eva Twedberg                  |
| 1974 1975 | nicht ausgetragen           | nicht ausgetragen       | nicht ausgetragen                         | nicht ausgetragen                   | nicht ausgetragen                            |
| 1976      | Paul Whetnall               | Gillian Gilks           | Willi Braun Roland Maywald                | Gillian Gilks Susan Whetnall        | David Eddy Susan Whetnall                    |
| 1977 1982 | nicht ausgetragen           | nicht ausgetragen       | nicht ausgetragen                         | nicht ausgetragen                   | nicht ausgetragen                            |
| 1983      | Mike Butler                 | Sherry Liu              | John Britton Gary Higgins                 | Claire Backhouse Johanne Falardeau  | Mike Butler Claire Backhouse                 |
| 1984      | Xiong Guobao                | Luo Yun                 | Chen Hongyong Zhang Qingwu                | Yin Haichen Lu Yanahua              | Wang Pengren Luo Yun                         |
| 1985      | Mike Butler                 | Claire Sharpe           | John Britton Gary Higgins                 | Claire Sharpe Sandra Skillings      | Mike Butler Claire Sharpe                    |
| 1986      | Sung Han-kuk                | Denyse Julien           | Yao Ximing Tariq Wadood                   | Denyse Julien Johanne Falardeau     | Mike Butler Johanne Falardeau                |
| 1987      | Park Sung-bae               | Chun Sung-suk           | Lee Deuk-choon Lee Sang-bok               | Kim Ho-ja Chung So-young            | Lee Deuk-choon Chung So-young                |
| 1988      | Sze Yu                      | Lee Myung-hee           | Christian Hadinata Lius Pongoh            | Kim Ho-ja Chung So-young            | Christian Hadinata Ivanna Lie                |
| 1989      | nicht ausgetragen           | nicht ausgetragen       | nicht ausgetragen                         | nicht ausgetragen                   | nicht ausgetragen                            |
| 1990      | Fung Permadi                | Denyse Julien           | Ger Shin-ming Yang Shih-jeng              | Denyse Julien Doris Piché           | Tariq Wadood Traci Britton                   |
| 1991      | Steve Butler                | Shim Eun-jung           | Jalani Sidek Razif Sidek                  | Shim Eun-jung Kang Bok-seung        | Lee Sang-bok Shim Eun-jung                   |
| 1992      | Poul-Erik Høyer Larsen      | Lim Xiaoqing            | Cheah Soon Kit Soo Beng Kiang             | Lim Xiaoqing Christine Magnusson    | Thomas Lund Pernille Dupont                  |
| 1993      | Marleve Mainaky             | Lim Xiaoqing            | Thomas Lund Jon Holst-Christensen         | Gil Young-ah Chung So-young         | Thomas Lund Catrine Bengtsson                |
| 1994      | Thomas Stuer-Lauridsen      | Liu Guimei              | Ade Sutrisna Candra Wijaya                | Rikke Olsen Helene Kirkegaard       | Jens Eriksen Rikke Olsen                     |
| 1995      | Hermawan Susanto            | Ye Zhaoying             | Rudy Gunawan Bambang Suprianto            | Gil Young-ah Jang Hye-ock           | Kim Dong-moon Gil Young-ah                   |
| 1996      | Joko Suprianto              | Mia Audina              | Candra Wijaya Sigit Budiarto              | Zelin Resiana Eliza Nathanael       | Kim Dong-moon Chung So-young                 |
| 1997      | Poul-Erik Høyer Larsen      | Camilla Martin          | Ha Tae-kwon Kim Dong-moon                 | Qin Yiyuan Tang Yongshu             | Kim Dong-moon Ra Kyung-min                   |
| 1998      | Fung Permadi                | Yeping Tang             | Horng Shin-jeng Lee Wei-jen               | Elinor Middlemiss Kirsteen McEwan   | Kenny Middlemiss Elinor Middlemiss           |
| 1999      | Colin Haughton              | Pi Hongyan              | Michael Lamp Jonas Rasmussen              | Huang Nanyan Lu Ying                | Jonas Rasmussen Jane F. Bramsen              |
| 2000      | Ardy Wiranata               | Choi Ma-ree             | Graham Hurrell James Anderson             | Gail Emms Joanne Wright             | Jonas Rasmussen Jane F. Bramsen              |
| 2001      | Lee Hyun-il                 | Ra Kyung-min            | Kang Kyung-jin Park Young-duk             | Kim Kyeung-ran Ra Kyung-min         | Mathias Boe Majken Vange                     |
| 2002      | Peter Gade                  | Julia Mann              | Tony Gunawan Khankham Malaythong          | Joanne Wright Natalie Munt          | Tony Gunawan Eti Tantra                      |
| 2003      | Chien Yu-hsiu               | Kelly Morgan            | Tony Gunawan Khankham Malaythong          | Yoshiko Iwata Miyuki Tai            | Tony Gunawan Eti Gunawan                     |
| 2004      | Lee Yen Hui Kendrick        | Xing Aiying             | Howard Bach Tony Gunawan                  | Cheng Wen-hsing Chien Yu-chin       | Lin Wei-hsiang Cheng Wen-hsing               |
| 2005      | Hsieh Yu-hsing              | Lili Zhou               | Howard Bach Tony Gunawan                  | Grace Peng Yun Lee Joo Hyun         | Khankham Malaythong Mesinee Mangkalakiri     |
| 2006      | Yōsuke Nakanishi            | Ella Karachkova         | Halim Haryanto Tony Gunawan               | Nina Vislova Valeria Sorokina       | Sergey Ivlev Nina Vislova                    |
| 2007      | Lee Tsuen Seng              | Jun Jae-youn            | Tadashi Ohtsuka Keita Masuda              | Miyuki Maeda Satoko Suetsuna        | Keita Masuda Miyuki Maeda                    |
| 2008      | Andrew Dabeka               | Lili Zhou               | Howard Bach Khankham Malaythong           | Chang Li-yng Hung Shih-chieh        | Halim Haryanto Grace Peng Yun                |
| 2009      | Taufik Hidayat              | Anna Rice               | Howard Bach Tony Gunawan                  | Ruilin Huang Jiang Xuelian          | Howard Bach Eva Lee                          |
| 2010      | Rajiv Ouseph                | Zhu Lin                 | Fang Chieh-min Lee Sheng-mu               | Cheng Wen-hsing Chien Yu-chin       | Michael Fuchs Birgit Overzier                |
| 2011      | Sho Sasaki                  | Tai Tzu-ying            | Ko Sung-hyun Lee Yong-dae                 | Ha Jung-eun Kim Min-jung            | Lee Yong-dae Ha Jung-eun                     |
| 2012      | Vladimir Ivanov             | Pai Hsiao-ma            | Hiroyuki Endo Kenichi Hayakawa            | Misaki Matsutomo Ayaka Takahashi    | Tony Gunawan Vita Marissa                    |
| 2013      | Nguyễn Tiến Minh            | Sapsiree Taerattanachai | Takeshi Kamura Keigo Sonoda               | Bao Yixin Zhong Qianxin             | Lee Chun Hei Chau Hoi Wah                    |
| 2014      | Nguyễn Tiến Minh            | Zhang Beiwen            | Maneepong Jongjit Nipitphon Puangpuapech  | Shendy Puspa Irawati Vita Marissa   | Muhammad Rizal Vita Marissa                  |
| 2015      | Lee Chong Wei               | Nozomi Okuhara          | Li Junhui Liu Yuchen                      | Yu Yang Zhong Qianxin               | Huang Kaixiang Huang Dongping                |
| 2016      | Lee Hyun-il                 | Ayumi Mine              | Mathias Boe Carsten Mogensen              | Shiho Tanaka Koharu Yonemoto        | Yugo Kobayashi Wakana Nagahara               |
| 2017      | H. S. Prannoy               | Aya Ohori               | Takuto Inoue Yūki Kaneko                  | Lee So-hee Shin Seung-chan          | Seo Seung-jae Kim Ha-na                      |
| 2018      | Lee Dong-keun               | Li Xuerui               | Ou Xuanyi Ren Xiangyu                     | Tang Jinhua Yu Xiaohan              | Chan Peng Soon Goh Liu Ying                  |
| 2019      | Lin Chun-yi                 | Wang Zhiyi              | Ko Sung-hyun Shin Baek-cheol              | Nami Matsuyama Chiharu Shida        | Lee Jhe-huei Hsu Ya-ching                    |
| 2020 2022 | abgesagt                    | abgesagt                | abgesagt                                  | abgesagt                            | abgesagt                                     |
| 2023      | Li Shifeng                  | Supanida Katethong      | Goh Sze Fei Nur Izzuddin                  | Liu Shengshu Tan Ning               | Ye Hong-wei Lee Chia-hsin                    |
| 2024      | Yushi Tanaka                | Natsuki Nidaira         | Peeratchai Sukphun Pakkapon Teeraratsakul | Rin Iwanaga Kie Nakanishi           | Pakkapon Teeraratsakul Phataimas Muenwong    |
| 2025      | Ayush Shetty                | Zhang Beiwen            | Lai Po-yu Tsai Fu-cheng                   | Benyapa Aimsaard Nuntakarn Aimsaard | Rasmus Espersen Amalie Cecilie Kudsk         |